# Phelpsia inornata
Phelpsia inornata là một loài chim trong họ Tyrannidae.